# Themie Thomai
Themie Thomai Prifti (31 octobre 1945 - 19 décembre 2020) est une femme politique albanaise du Parti du travail d'Albanie. Elle a été ministre de l'Agriculture de 1975 à 1989.

## Biographie
Themie Thomai a d'abord travaillé comme ouvrière agricole puis a obtenu un diplôme en sciences agricoles à l'Université agricole de Tirana. Après avoir obtenu son diplôme, elle a travaillé comme économiste agricole avant de devenir présidente d'une coopérative agricole de plus de 4 000 membres en 1972. Le 28 octobre 1974, Themie Thomai devient pour la première fois membre de l'Assemblée du Peuple (Kuvendi Popullor) pour le Parti du Travail d'Albanie PPSh (Partia e Punës e Shqipërisë); elle y restera jusqu'au 4 février 1992.
En tant que successeure de Pirro Dodbiba, elle est devenue ministre de l'Agriculture le 29 avril 1976 (Ministre e Bujqësisë) dans le sixième gouvernement du Premier ministre Mehmet Shehu. La raison du limogeage de Dodbiba en tant que ministre en avril 1976 était un « échec professionnel » dans la mise en œuvre des objectifs de production du parti dans l'agriculture. En 1983, elle a publié un programme en sept points pour l'intensification de l'agriculture avec le sous-titre « La voie principale constante vers le développement de la production agricole ». Elle a occupé le poste ministériel jusqu'à ce qu'elle soit remplacée par Pali Miska le 2 février 1989. Après son limogeage en tant que ministre, elle est devenue première secrétaire du comité du parti PPSh en février 1989 dans le district de Lushnja. Parallèlement, elle est vice-présidente du Front démocratique de 1979 à 1984 (Fronti Démocratie), une organisation chargée d'établir les listes de candidats aux élections à l'Assemblée du peuple,.

## Fin de vie
Themie Thomai est décédée de la COVID-19 le 19 décembre 2020 à l'âge de 75 ans à Tirane, en Albanie,,. Elle laisse dans le deuil sa fille, son fils et ses petits-enfants.